# Août 1801

## Événements

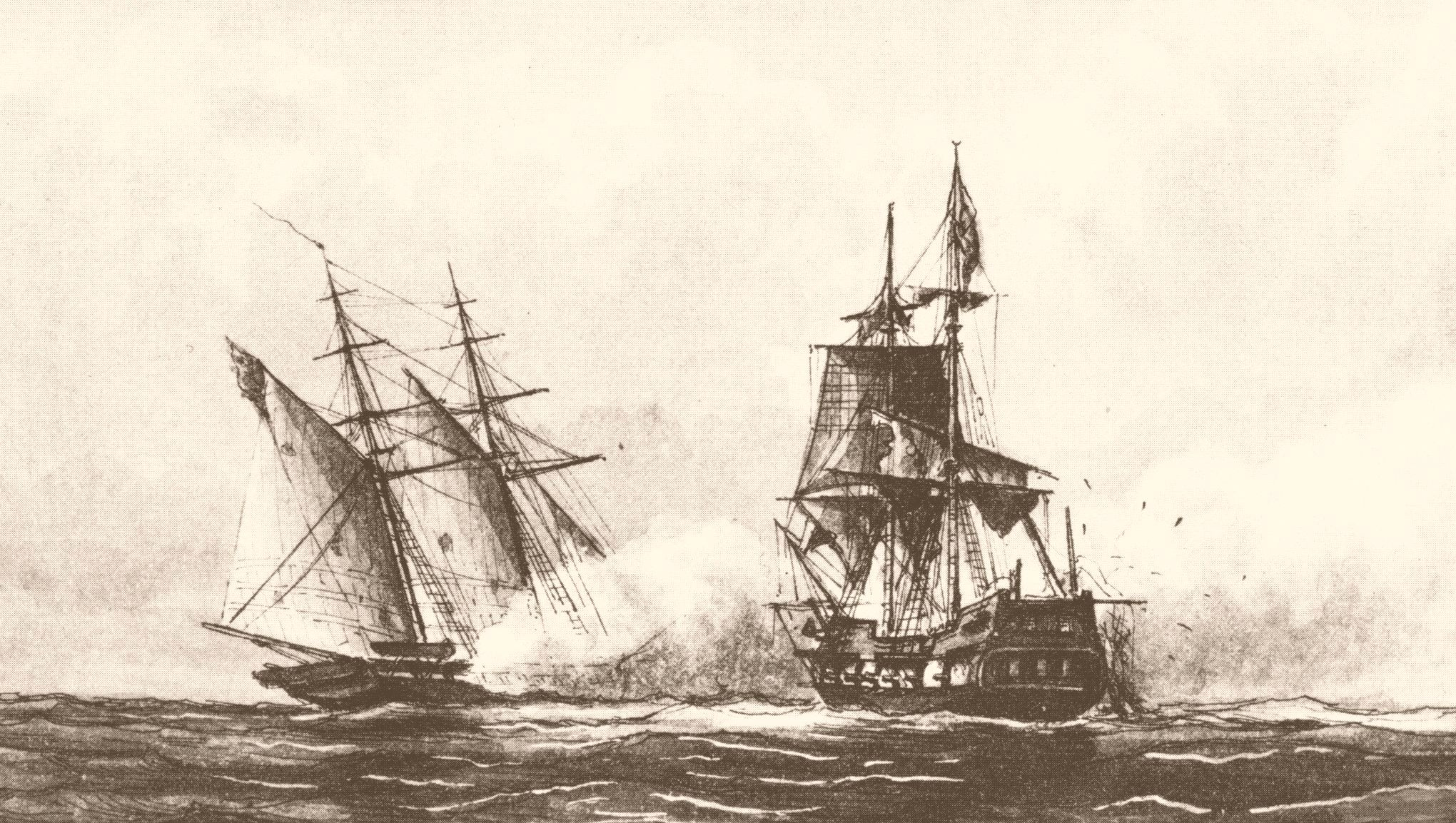
LUSS Entreprise capture le Tripoli

- Le Naturaliste explore la baie Shark dans le cadre de l'expédition Baudin.

- 1er août : premier combat naval de Tripoli La Goélette USS Entreprise met en défaite le bateau corsaire de 14 canons  nommé Tripoli  venant de Tripoli après une bataille féroce mais unilatérale.
- 17 août - 2 septembre : siège d'Alexandrie[1].
- 30 août : la France capitule à Alexandrie[2]. Le général Jacques François Menou évacue l’Égypte.

## Naissances
- 8 août : Victor Jacquemont (mort en 1832), naturaliste et explorateur français.
- 20 août : Arcisse de Caumont (mort en 1873), historien et archéologue français.
- 26 août : Wilhelm Fredric Dalman (mort en 1888), publiciste et homme politique suédois.
- 28 août : Antoine Augustin Cournot (mort en 1877), mathématicien français.